# Peter Pauw

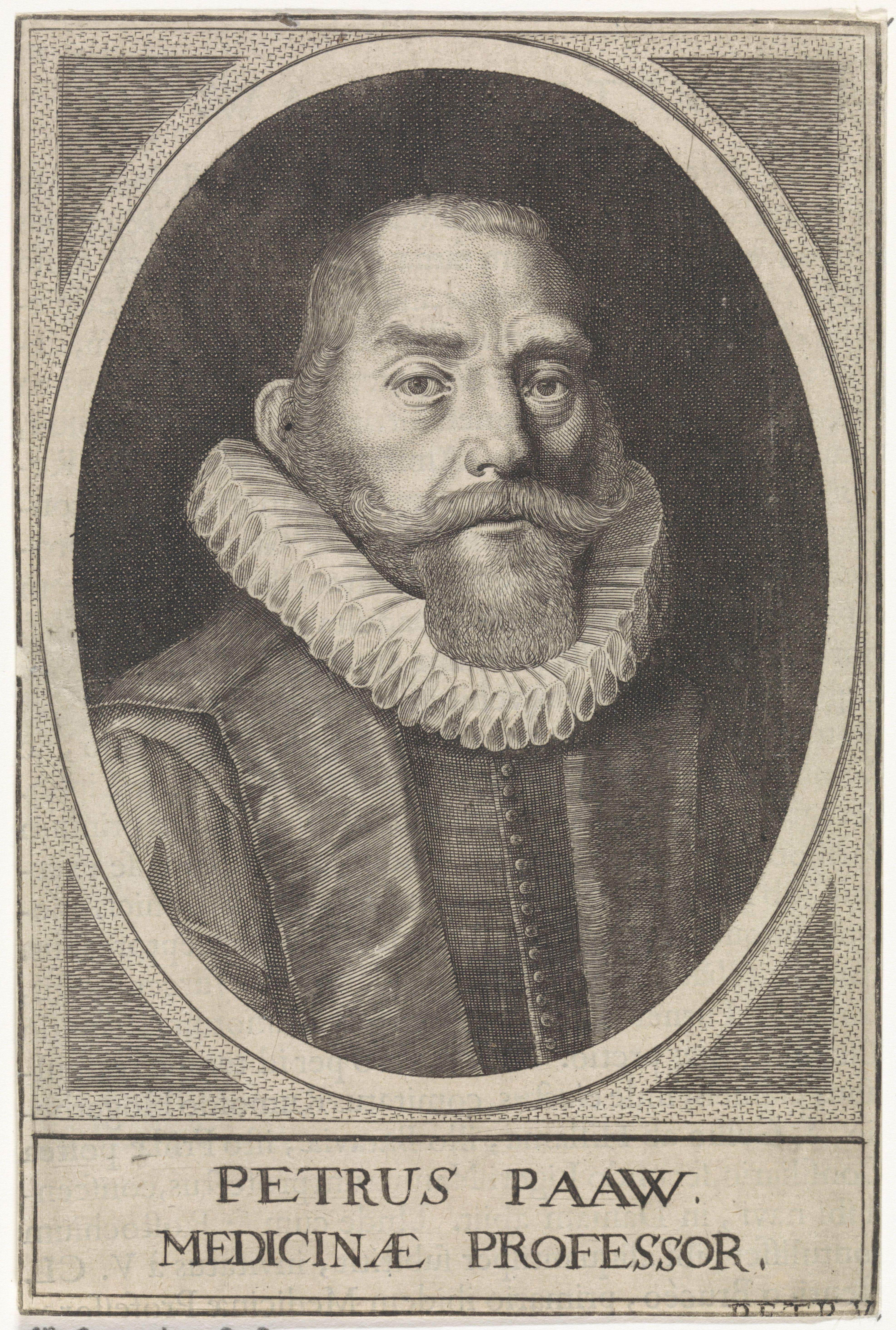
Peter Pauw

Peter Pauw (auch: Pieter Pavius, Petrus Paaw, Peacock, Pavonius, Pauwius; * 2. August 1564 in Amsterdam; † 1. August 1617 in Leiden) war ein niederländischer Mediziner und Botaniker.

## Leben

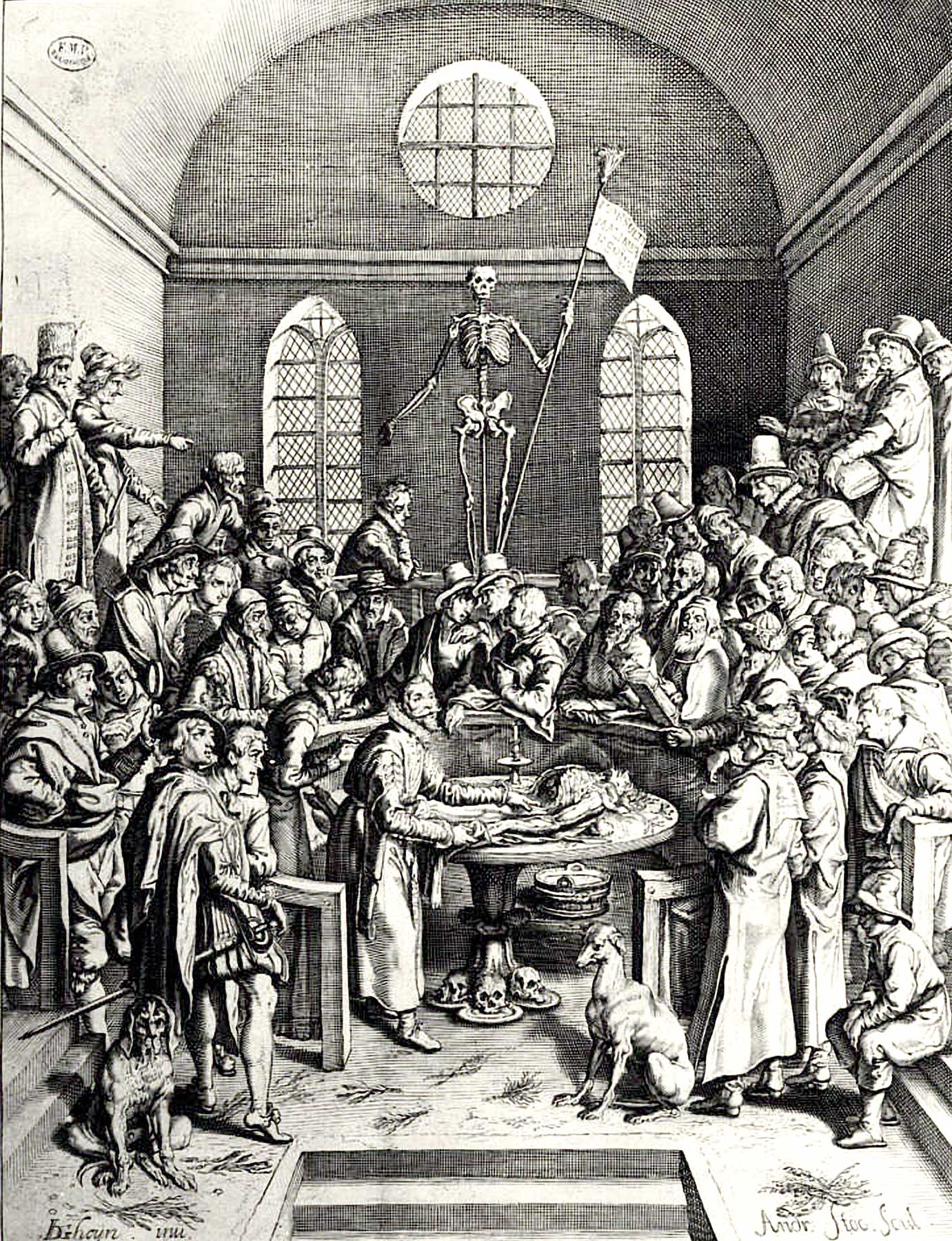
Anatomische Vorlesungen von Pauw

Pauw war der Sohn des Amsterdamer Stadtrates und späteren Rentmeisters in Alkmaar Pieter Pauw und dessen Frau Gertrud Spiegel. Er hatte seine erste Bildung in Amersfoort und in seiner Geburtsstadt erhalten. Am 2. November 1581 nahm er ein Studium der medizinischen Wissenschaften an der Universität Leiden bei Johannes Heurnius, Gerard Bontius und Rembert Dodoens auf, setzte dieses 1584 in Paris am Collège de France bei Jean Fabre (Johann Faber), Louis (1527–1586) und Johannes Duretus (1563–1629) fort. Er hatte auch an der Universität Orléans studiert.
Aufgrund der damals turbulenten Zeiten zog er über Dänemark im Juni 1585 an die Universität Rostock, wo er, angeleitet von Heinrich Brucaeus, im März 1587 zum Doktor der Medizin promoviert wurde. Auch Italien hatte er besucht, wo er an der Universität Padua die Vorlesungen des Botanikers Giacomo Antonio Cortusi (1513–1603) und des Girolamo Fabrizio verfolgte. Eine Krankheit seines Vaters zwang ihn, in seine Heimat zurückzukehren, wo er am 9. Februar 1589 zum außerordentlichen Professor der Medizin, als Assistent seines Lehrmeisters Bontius, ernannt wurde und am 10. Mai 1592 zum ordentlichen Professor der Medizinischen Wissenschaften an der Universität Leiden berufen wurde.
Hier kümmerte er sich vor allem um die Entwicklung des Lehrfachs der Botanik und hatte gemeinsam mit Bontius am 10. Oktober 1598 die Aufsicht und Verwaltung des botanischen Gartens (Hortus Botanikus) in Leiden übernommen, womit er dessen Gründervater wurde. Aus seiner Hand erschien in den Jahren 1601 und 1603 ein Katalog der Beschreibung der Kräuter desselben.
Zudem hatte er am 9. Mai 1593 mit Maria († 1612), Tochter des Sekretärs in Leiden Jan van Hout, eine Ehe geschlossen. Außerdem beteiligte er sich an den organisatorischen Aufgaben der Hochschule und war in den Jahren 1601/02, 1606/07 und 1614/15 Rektor der Alma Mater. Große Verdienste hatte er sich auf dem Gebiet der Anatomie erworben, als er in den damaligen niederländischen Gebieten als einer der ersten Sektionen an Leichen durchgeführt hatte und das erste niederländische anatomische Theater durch ihn gegründet wurde. In seinem anatomischen Hauptwerk Primitiae anatomicae de humani corporis ossibus (1615) beschrieb er die Handwurzelknochen, die Stirnhöhle und die Kieferhöhle.

## Ehrungen

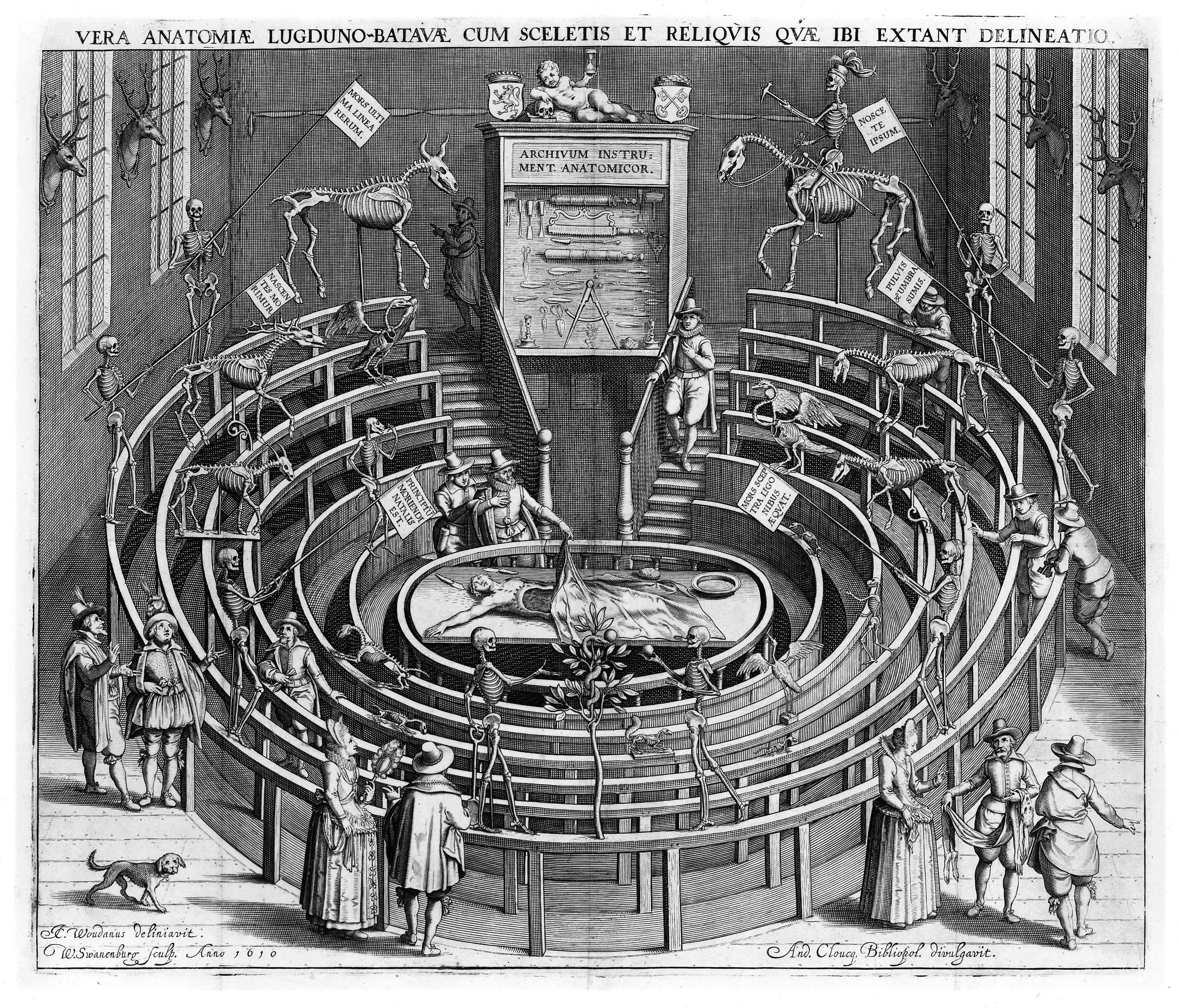
Anatomisches Theater in Leiden, ca. 1600

Herman Boerhaave benannte nach Peter Pauw die Rote Rosskastanie als Pavia. Carl von Linné griff 1753 diesen Namen in seiner Nomenklatur der Species Plantarum auf und benannte die Art als Aesculus pavia. 1754 wurde die Gattung Pavia durch Philip Miller beschrieben und in der Folge wurden mehrere Arten der Gattung zugeschrieben. In einer späteren Revision wurde die Gattung jedoch wieder aufgelöst und die Arten gehören nun der Gattung Aesculus an.

## Werke (Auswahl)
- Hortus Publicus Academiae Lugduno - Batavae, ichnographia, descriptio, usus. etc. Leiden 1601.
- Notae in Galenum de cibis boni et mali succi. Rostock.
- Tractatus de exercitiis Lactuciniis et Bellariis. Rostock.
- Primitiae anatomicae de hum. corp. ossibus. Leiden 1615, Amsterdam 1633.
- Succenturiatus anatomicus continens commentaria in Hippocratem de capitis vulneribus. Additae sunt annotations in aliquot capita libri octavi C. Celsi. Leiden 1616 (Volltext in der Google-Buchsuche).
- A. Vesalii Epitome anatomica. Opus redivivum. Cui accessere notae ac commentaria P. Pauw. Leiden 1616.
- A. Vesalii de C.H. fabrica Epitome cum notis P. Pauw. Amsterdam 1633.
- Tractatus de peste cum Henrici Florentii ad singula ejusdem Tractatus capita addilamentis. Leiden 1636.
- De valvula intestini Epistolae. Extant. Oppenheim 1619 auch In: der ersten Centurie der Briefe des G. Fabricii Hildani.
- Observationes anatomicae, insertae Centur. III, IV. In: Historia Anatomica Th. Bartholini. Kopenhagen 1637.